# دوآب (سوادکوه)

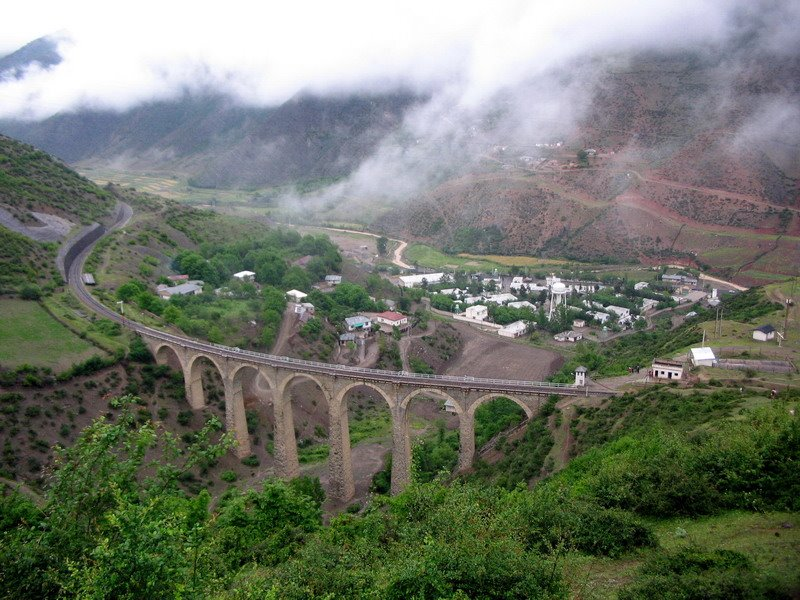
پل کلانتری دوآب.

روستای دوآب در ۱۹کیلومتری جنوب شهر پل سفید در شهرستان سوادکوه، استان مازندران واقع شده است.
منطقه دواب شامل روستاهای پیت سرا، سیمت ، دهخدا، شیخ دک، بالا دواب و پایین دواب است